# Music to Watch Girls By
"Music to Watch Girls By" is een nummer van de Amerikaanse band The Bob Crewe Generation. Het verscheen op hun gelijknamige album uit 1967. In december 1966 werd het al uitgebracht als de eerste single van het album. Het nummer verkreeg grotere bekendheid door de cover die Andy Williams enkele maanden later opnam.

## Achtergrond
"Music to Watch Girls By" is geschreven door Sid Ramin en geproduceerd door Bob Crewe. De eerste versie van het liedje die Crewe hoorde, was een demoversie die bedoeld was als jingle voor een reclame van Diet Pepsi. Crewe nam het vervolgens als instrumentaal nummer op. De coupletten worden gespeeld door de trompet, die wordt bijgestaan door een tenorsaxofoon, diverse strijkinstrumenten, een gitaar die surfmuziek speelt en een klavecimbel. De refreinen worden ook gespeeld door de trompetten. Het nummer werd een hit in de Amerikaanse Billboard Hot 100, waar het tot de vijftiende plaats kwam.
In 1967 nam Andy Williams een versie van "Music to Watch Girls By" met zang op. De tekst van deze versie werd geschreven door Tony Velona. Deze opname werd in maart 1967 als single uitgebracht. Het nummer bereikte plaats 34 in de Billboard Hot 100, terwijl het in de Britse UK Singles Chart een positie hoger piekte. In 1999 werd het lied in het Verenigd Koninkrijk gebruikt in een reclame van FIAT, waarop het opnieuw als single verscheen. Ditmaal kwam het tot de negende plaats in de Britse hitlijsten.
Later in 1967 behaalde Al Hirt plaats 31 in de Amerikaanse Adult Contemporary-lijst met zijn cover van "Music to Watch Girls By".

## NPO Radio 2 Top 2000
| Nummer met noteringen in de NPO Radio 2 Top 2000 | '99  | '00  | '01  | '02  | '03  | '04  | '05  | '06 | '07  | '08  |
| ------------------------------------------------ | ---- | ---- | ---- | ---- | ---- | ---- | ---- | --- | ---- | ---- |
| Music to Watch Girls By (Andy Williams)          | 1373 | 1571 | 1725 | 1624 | 1698 | 1849 | 1288 | -   | 1899 | 1893 |

1. ↑  Een '-' betekent dat het nummer niet was genoteerd en een vetgedrukt getal geeft de hoogste notering aan.
2. ↑  Deze tabel is bijgewerkt tot en met de laatste editie (2024).